# Ivan Ivanovič Gorbunov-Posadov
Ivan Ivanovič Gorbunov-Posadov (in russo Иван Иванович Горбунов-Посадов?; Kolpino, 16 aprile 1864 – Mosca, 12 febbraio 1940) è stato un poeta, editore e pedagogista russo; tolstoiano, pacifista, sostenitore dell'educazione libera, direttore della casa editrice Posrednik dal 1897 al 1925.

## Biografia

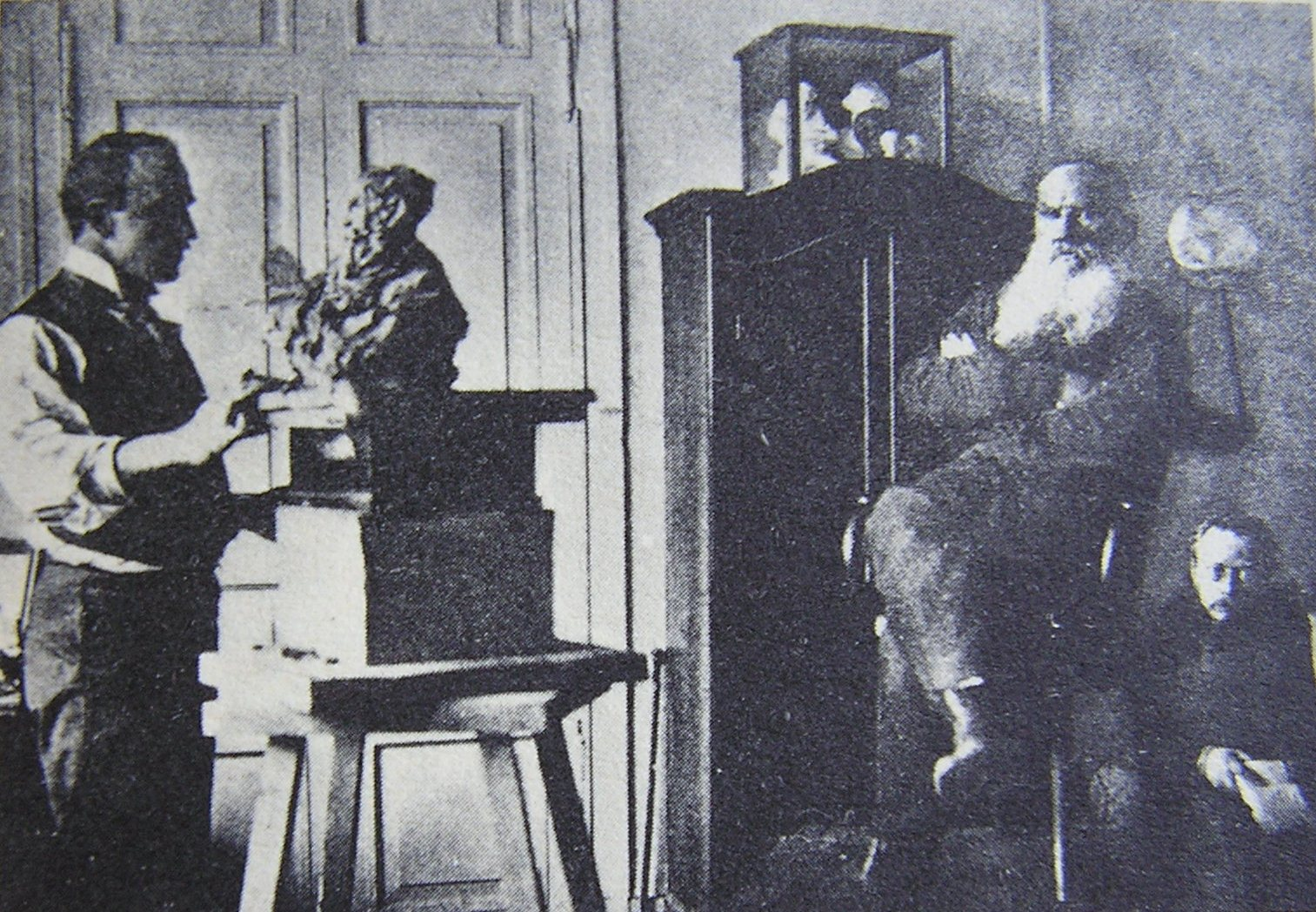
Tolstoj posa per lo scultore Troubetzkoy nel 1899. Nell'angolo destro, Gorbunov-Posadov

Fin dal 1884 Ivan Gorbunov-Posadov fu un tolstoiano: viveva in una comunità che faceva riferimento alla dottrina morale di Lev Tolstoj, fu vegetariano, pacifista, antimilitarista, promotore della teoria di Pedagogia radicale chiamata "educazione libera". Fu un poeta civile e scrisse versi contro la guerra, contro la pena di morte, contro i pogrom antisemiti, contro l'alcol, a favore della pace e della fratellanza universale. 
Gorbunov-Posadov svolse un ruolo di primo piano nella casa editrice Posrednik di cui divenne direttore nel 1897. In quest'ultima veste ne ampliò le sue attività con l'uscita di nuove collane quali "Biblioteca per bambini e giovani" (in russo Библиотека для детей и юношества?, Biblioteka dlja detej i junošestva) e "Biblioteca per lettori intelligenti" (in russo Библиотека для интеллигентных читателей?, Biblioteka dlja intelligentnych čitatelej). Dal 1907 al 1918 diresse la rivista di pedagogia "Educazione libera" (in russo Свободное воспитание?, Svobodnoe vospitanie) a cui collaborarono Nadežda Konstantinovna Krupskaja e Vladimir Dmitrievič Bonč-Bruevič. Nel 1909 promosse la collana editoriale "Biblioteca per l'Educazione libera" a cui collaborò l'illustratrice Elizaveta Merkur’evna Bëm, e il giornale per bambini "Il faro" (in russo Маяк?, Majak).